# Garizim
A Garizim (vagy Gerizim) hegye (héber nyelven: גריזים, arabul: جبل جرزيم ) Palesztina területén, a mai Ciszjordániában, Náblusz városának déli szélén elhelyezkedő kisebb hegy.
Az ókori Szikem mellett feküdt, attól délnyugatra.
Az izraeliták kánaáni honfoglalása után az itteni hegycsúcsról hangzottak el az áldások, míg az átkok a szemközti Ebál-hegyről záporoztak alá. Józsué oltárt állíttatott fel itt.
Azután, hogy a zsidók újra felépítették a jeruzsálemi templomot a babiloni fogság után, a szamaritánusok a Garizim csúcsán alapították meg a saját templomukat Kr. e. 330 körül. Hitük szerint nem a jeruzsálemi Templom-hegyen, hanem itt volt az a szikla, ahol Ábrahám a fiát, Izsákot készült feláldozni. Ezt a templomot később Johannesz Hürkánosz romboltatta le, Kr. e. 128 körül, Szikem városával együtt. A templom további sorsa bizonytalan, de Garizim a szamaritánusok szent hegye maradt és a mai napig évente megünneplik a húsvétot itt, véres állatáldozatokkal kiegészítve.

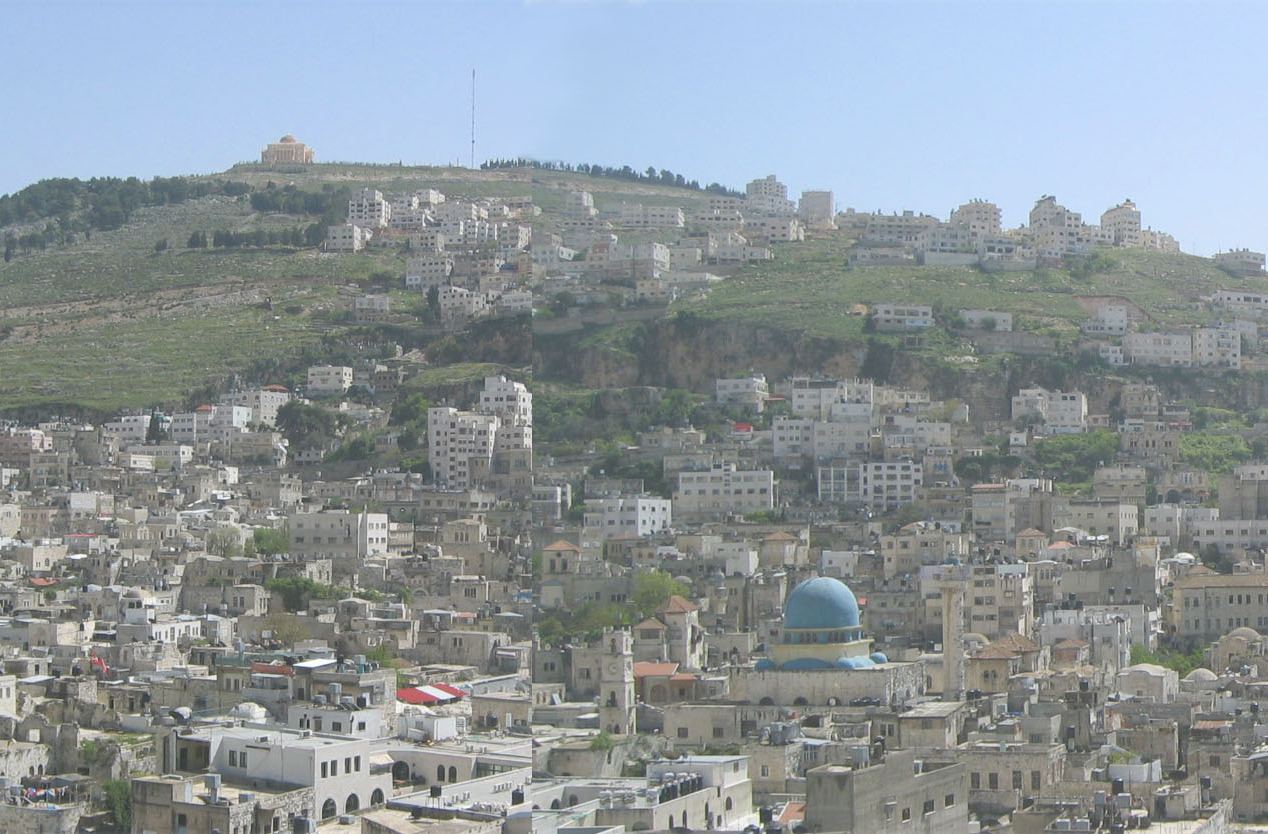
A Garizim-hegy ma, Náblusz szélén